# Zeelberg (Bergen)
Zeelberg is een buurtschap in de gemeente Bergen in de Nederlandse provincie Limburg. Het ligt iets ten zuiden van het dorp Wellerlooi.
Dorpen: Afferden · Nieuw Bergen · Siebengewald · Well · Wellerlooi

Buurtschappen en gehuchten: Aijen · Beekheuvel · Bergen · Bergsche Heide · Bleijenbeek · Bosscherheide · Elsteren · Gening · Groote Horst · Hengeland · Heukelom · Kamp · Kleine Horst · Knikkerdorp · Koekoek · Lakei · 't Leuken · Op de Belt · Rimpelt · Smal · Tuindorp · Vrij · Zeelberg